# Fronesis (vetenskapsteori)

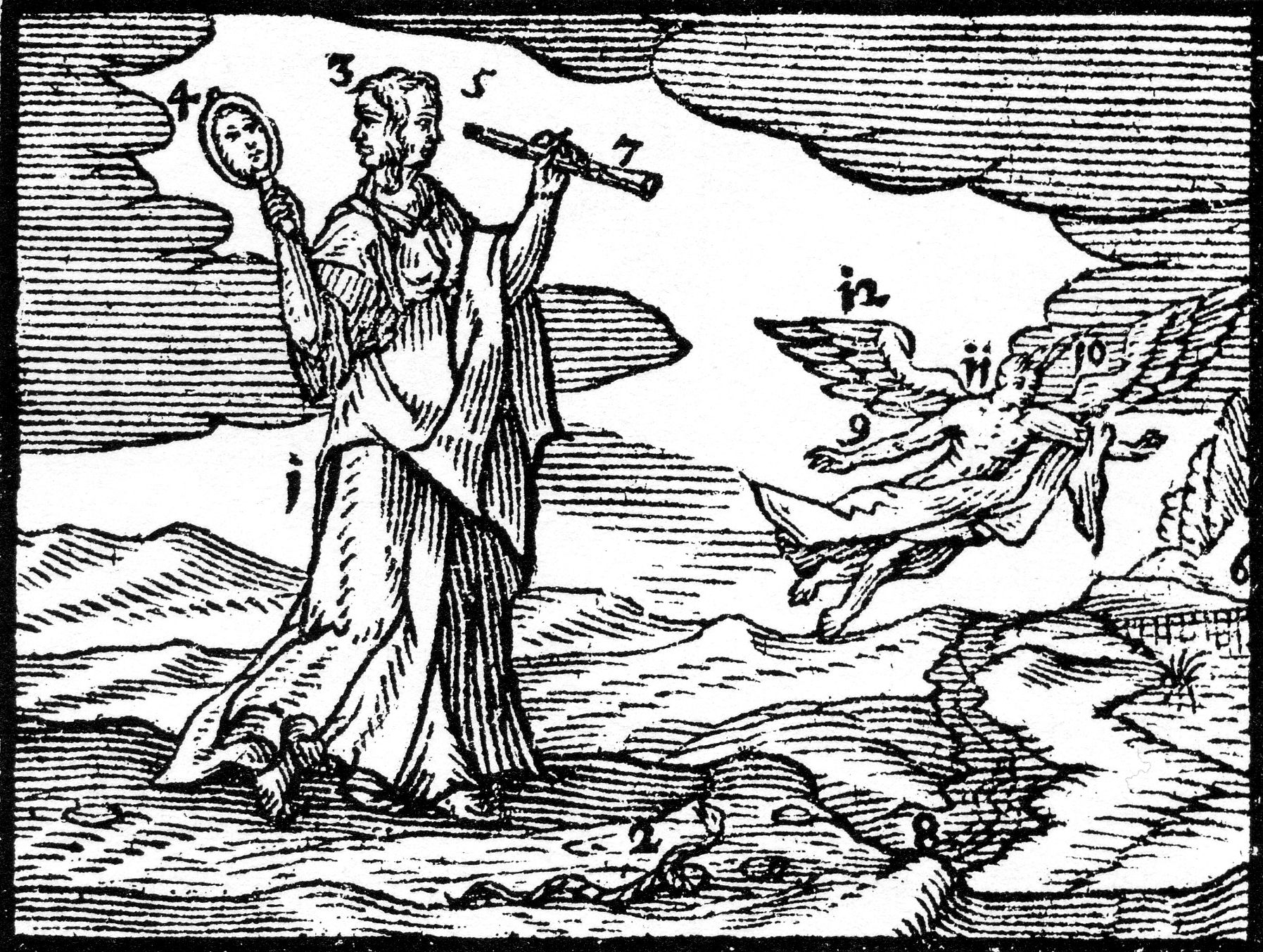
Prudentia.

För andra betydelser av ordet, se fronesis.
Fronesis (grekiska φρόνησις, latin prudentia) kan kort beskrivas som "praktisk klokhet" eller "omdömesförmåga", besläktat med förstånd, förankrat till mellanmänsklig praxis.